# Aegiphila ferruginea
Aegiphila ferruginea es una especie de plantas con flores perteneciente a la familia Lamiaceae. Es endémica de Ecuador. Su hábitat natural son las montañas tropicales húmedas y los herbazales subtropicales o tropicales a grandes alturas.
Es un arbusto o pequeño árbol endémico de los Andes donde se conocen 15 colonias desde Carchi a Zamora-Chinchipe y donde es ocasionalmente cultivado. Hay una colonia en el  Refugio Silvestre Pasochoa y cerca de la Reserva Ecológica de El Ángel y el Parque nacional Cajas. La especie es muy común en los bordes de carreteras. Seis árboles con un tronco mayor de 5 cm de diámetro se encuentran en una hectárea inventariada en Pasochoa (Valencia and Jørgensen 1992).

## Taxonomía
Aegiphila fasciculata fue descrita por Hayek & Spruce y publicado en Botanische Jahrbücher für Systematik, Pflanzengeschichte und Pflanzengeographie 42: 171. 1908.